# Thập niên 820 TCN
Thập niên 820 TCN hay thập kỷ 820 TCN chỉ đến những năm từ 820 TCN đến 829 TCN.

## Sự kiện
825 TCN - Takelot II , vua của Ai Cập , qua đời. Thái tử Osorkon III và Shoshenq III , con trai của Takelot, tranh giành ngai vàng.
825 TCN / 824 TCN— Ariphron , Vua của Athens , qua đời sau 20 năm trị vì và được kế vị bởi con trai của ông là Thespieus .
825 TCN— Dido , người sáng lập Carthage chạy trốn khỏi Tyre sau cái chết của Acerbas
823 TCN — Cái chết của 
Shalmaneser III , vua của Assyria . Ông được kế vị bởi con trai của mình là Shamshi-Adad V.

## Mất
829 TCN: Sở Hùng Nghiêm .
828 TCN: Chu Lệ vương .
827 TCN: Yên Huệ hầu .
826 TCN: Lỗ Chân công
825 TCN: Tề Vũ công , Takelot II .
823 TCN: Tấn Ly hầu , Shalmaneser III .
822 TCN: Tần Trọng , Sở Hùng Sương .